# Rosdi Talib
Rosdi Talib (Kuala Terengganu, Malasia, 11 de enero de 1976) es un exfutbolista malasio que jugaba en las posiciones de defensa y centrocampista.

## Carrera

### Club
| Periodo   | Club          |
| --------- | ------------- |
| 1997–2002 | Terengganu FA |
| 2003–2008 | Pahang FA     |
| 2009–2012 | T–Team FC     |
| 2013      | Terengganu FA |
| 2014      | PBAPP FC      |

### Selección nacional
Jugó para Malasia en 50 ocasiones de 2000 a 2007 y anotó seis goles; participó en la Copa Asiática 2007.

## Logros
- Superliga de Malasia (1): 2014
- Copa de Malasia (1): 2011